# 塞利尔·莱昂内尔·罗伯特·詹姆斯
塞利尔·莱昂内尔·罗伯特·詹姆斯（英語：Cyril Lionel Robert James；1901年1月4日—1989年5月31日），简称C·L·R·詹姆斯，笔名J·R·约翰逊，非洲裔特立尼达和多巴哥历史学家、新闻工作者和社会主义者。他的作品在各种理论、社会和历史背景下具有一定影响力。他的作品在属下阶层研究方面十分重要，是后殖民文学中的先驱。詹姆斯也是孜孜不倦的政治活动家，1937年，他创作《世界革命》一书，概述了共产国际的历史，在托洛茨基主义者圈子内引发争论。1938年，创作关于海地革命的《黑雅各宾派》。1945年，领导建立约翰逊-弗雷斯特倾向。